# Acalolepta luzonica
Acalolepta luzonica là một loài bọ cánh cứng trong họ Cerambycidae.